# 아산 읍내동 당간지주
아산 읍내동 당간지주(牙山 邑內洞 幢竿支柱)는 대한민국 충청남도 아산시 읍내동에 있는 고려시대의 당간지주이다. 대한민국의 보물 제537호로 지정되어 있다. 어느 절의 당간지주인지 밝혀지지 않았다.
아산 시내에서 송악면 쪽으로 3km정도 떨어진 곳에 있는 이 당간지주는 화강암으로 되어 있다. 받침 부분인 기단(基壇)이 땅 속에 묻혀 있었다가, 최근에 땅을 파내서 당간의 무릎 아래 부분이 하얗게 드러났다. 기둥 머리는 완만한 곡선을 이루고 안쪽에는 깃대를 단단히 고정시키기 위해 판 네모난 홈이 있다. 표면이 심하게 닳아 다른 조각이 있었는지는 알 수 없으며, 기둥 바깥쪽 두 모서리를 깎아내어 마치 세로줄무늬를 새긴 것 같은 효과를 냈다. 위·아래 기둥의 굵기가 별 차이없이 다듬어져 있다.
지주가 자리하고 있는 지금의 위치가 본래의 자리로 여겨지며, 정확한 연대는 알 수 없지만 전체적인 양식들로 보아 고려시대의 작품으로 추정된다.
서해대교 주탑이 이 당간지주를 본떠 설계한 것이다.